# Feinsänger
Die Feinsänger (Apalis) sind eine Gattung kleiner Singvögel aus der Familie der Halmsängerartigen. Ihr Lebensraum sind Wälder und Buschland in Afrika südlich der Sahara. Die Feinsänger sind von schlanker Statur. Der Schwanz ist lang und der Schnabel dünn. An der Oberseite sind sie braun, grau oder grün gefärbt. Manche Arten weisen eine hell gefärbte Unterseite auf. Männchen und Weibchen sehen gewöhnlich gleich aus, die Männchen sind aber manchmal heller gefärbt. Die Nahrung der Feinsänger besteht hauptsächlich aus Insekten.
Die Feinsänger wurden früher in die Familie der Grasmückenartigen klassifiziert. Moderne Systematiken stellen sie heute in die Familie der Halmsängerartigen. Es gibt ungefähr 27 Arten. Zwei Halmsänger-Arten, der Rotkappensänger und der Langschnabelsänger, die früher den Feinsängern zugeordnet wurden, zählen heute entweder zur Gattung Artisornis oder zur Gattung der Schneidervögel (Orthotomus).

## Systematik
Folgende Arten sind bekannt:
- Schmuckfeinsänger (Apalis pulchra)
- Ruwenzorifeinsänger (Apalis ruwenzori)
- Halsband-Feinsänger (Apalis thoracica)
- Taita-Feinsänger (Apalis fuscigularis)
- Namuli-Feinsänger (Apalis lynesi)
- Gelbkehl-Feinsänger (Apalis flavigularis)
- Kappenfeinsänger (Apalis nigriceps)
- Schwarzkehl-Feinsänger (Apalis jacksoni)
- Spiegelfeinsänger (Apalis chariessa)
- Maskenfeinsänger (Apalis binotata)
- Kivufeinsänger (Apalis personata)
- Gelbbauch-Feinsänger (Apalis flavida)
- Gelbbrust-Feinsänger (Apalis viridiceps)
- Flechtenfeinsänger (Apalis ruddi)
- Kurzschwanz-Feinsänger (Apalis sharpii)
- Weißbauch-Feinsänger (Apalis rufogularis)
- Kungwe-Feinsänger (Apalis argentea)
- Bamendafeinsänger (Apalis bamendae)
- Gosling-Feinsänger (Apalis goslingi)
- Bergfeinsänger (Apalis porphyrolaema)
- Kabobofeinsänger (Apalis kaboboensis)
- Chapinfeinsänger (Apalis chapini)
- Schwarzkopf-Feinsänger (Apalis melanocephala)
- Chirindafeinsänger (Apalis chirindensis)
- Graurücken-Feinsänger (Apalis cinerea)
- Braunkopf-Feinsänger (Apalis alticola)
- Karamojafeinsänger (Apalis karamojae)